# Philadelphia Freeway
Albums de Freeway
Free at Last
(2007)
Singles
1. What We Do
Sortie : 4 septembre 2002
2. Flipside
Sortie : 25 février 2003
3. Alright
Sortie : 3 juin 2003

Philadelphia Freeway est le premier album studio de Freeway, sorti 25 février 2003 sur le label de Jay-Z, Roc-A-Fella Records et produit, en majeure partie, par Just Blaze.
L'album s'est classé 3e au Top R&B/Hip-Hop Albums et 5e au Billboard 200.

## Liste des titres
| No  | Titre                                                                             | Contient un (des) sample(s) de                         | Durée |
| --- | --------------------------------------------------------------------------------- | ------------------------------------------------------ | ----- |
| 1.  | Free (Produit par Just Blaze)                                                     | Freeway Song de Vicki Sue Robinson                     | 3:25  |
| 2.  | What We Do (featuring Jay-Z et Beanie Sigel – Produit par Just Blaze)             | I Just Can't See Myself Without You de Creative Source | 3:49  |
| 3.  | All My Life (featuring Nate Dogg – Produit par Bink)                              | (Man, Oh Man) I Want to Go Back des Impressions        | 5:31  |
| 4.  | Flipside (featuring Peedi Crakk – Produit par Just Blaze)                         |                                                        | 3:57  |
| 5.  | On My Own (featuring Nelly – Produit par Just Blaze)                              |                                                        | 4:09  |
| 6.  | We Get Around (featuring Snoop Dogg – Produit par Just Blaze)                     |                                                        | 3:56  |
| 7.  | Don't Cross the Line (featuring Faith Evans – Produit par Just Blaze)             |                                                        | 4:03  |
| 8.  | Life (featuring Beanie Sigel – Produit par Ruggedness)                            | Life for the Taking d'Eddie Money                      | 4:32  |
| 9.  | Full Effect (featuring Young Gunz – Produit par Just Blaze)                       |                                                        | 4:50  |
| 10. | Turn Out the Lights (Freewest) (featuring Kanye West – Produit par Kanye West)    | You Just Don't Care de Santana                         | 3:59  |
| 11. | Victim of the Ghetto (featuring Rell – Produit par Bink)                          | We Belong Together des Spinners                        | 5:12  |
| 12. | You Don't Know (In the Ghetto) (featuring Omillio Sparks – Produit par Black Key) | Inside My Love de Minnie Riperton                      | 4:13  |
| 13. | Alright (featuring Allen Anthony – Produit par Just Blaze)                        | Mystic Brew de Ronnie Foster                           | 5:26  |
| 14. | Hear the Song (Produit par Kanye West)                                            | Will You Cry (When You Hear This Song) de Chic         | 3:36  |
| 15. | You Got Me (featuring Jay-Z et Mariah Carey – Produit par Just Blaze)             |                                                        | 4:15  |
| 16. | Line 'Em Up (featuring Young Chris – Produit par Just Blaze)                      |                                                        | 4:48  |